# Magnihill-Lydestad
Magnihill-Lydestad är en småort i Kropps socken i Helsingborgs kommun, belägen nordväst om Mörarp. Den av SCB avgränsade och namnsatts småorten omfattar bebyggelse i byn Lydestad och kring byn och gården Magnihill.

## Historia
Förledet till Lydestads namn är troligen genitiv av det fornskånska namnet Lydhe, som är en kortform av namn av typen Lydhfast, Lydholf eller det forndanska Lydger. Ortnamnsefterledet "-stad" har här sitt ursprung i efterledet -stadha, med betydelsen bostad, och härstammar från järnåldern. Byhn har därför troligen funnits sedan denna tid. Namnet Lydestad skrevs 1569 års landebok Lydisted och på en karta från 1684 av Gustav Buhrman syns Lydestad skrivet som Lÿdesta.
Gården hette fram tills 1940-talets inledning för Benarp 2:2. Det var häradsdomare Hjalmar Andersson som föreslog att egendomen borde heta något annat och det var han själv som hittade på namnet Magnihill. Ordet Magni härrör från den dåvarande gårdsägaren Hjalmar Nilssons (1881-1956) far Magnus (1846-1928). Eftersom gården ligger på en liten kulle tyckte han att hill var en passande beskribning. Den fick namnet Magnushill, vilket sedermera blev Magnihill.

## Samhället
Bebyggelsen är till största delen belägen längs Benarpsvägen vid korsningen till vägen mot Magnihills gård. Gården är belägen i söder och består idag av livsmedelsindustri för frusna ekologiska bär och grönsaker under namnet Magnihill AB. Genom samhället flyter en mindre bäck som tillhör Vegeåns avrinningsområde. Där bäcken korsar Benarpsvägen gör vägen två mindre krökar, vid vilka en del äldre gårdsbebyggelse kan ses. Vid denna plats ligger på vägens södra sida en mindre damm, omgiven av en mindre träddunge. Det är även längs bäcken som man finner den mer täta växtlighet som finns i området. Särskilt tät blir denna strax söder om Magnihills gård, där man kan finna en mindre skog som löper söderut ner mot Rosenlunds herrgård väster om Mörarp. I övrigt omges orten av fullåkersbygd. Norr om samhället ligger Marielunds herrgård, som numera är en mindre konferens- och hotellanläggning. 

## Idrott
Fotbollsklubben Kropps GIF har sedan 1946 spelat sina hemmamatcher på Kroppavallen (Kropps IP) som är belägen intill Lydestads skola, utmed Benarpsvägen.